# William Courtenay (10e comte de Devon)
Pour les articles homonymes, voir William Courtenay.
William Courtenay, 10e comte de Devon (19 juin 1777-19 mars 1859) est un aristocrate et homme politique britannique du XIXe siècle, qui siège aux Communes avant d'entrer à la Chambre des lords après être devenu comte de Devon en 1835.

## Biographie
Il est né le 19 juin 1777, le fils aîné du Dr Henry Reginald Courtenay, évêque d'Exeter et de son épouse Elizabeth Howard, fille de Thomas Howard (2e comte d'Effingham). Il est le frère de l'homme politique et écrivain Thomas Courtenay (1782-1841).
Il fait ses études à la Westminster School avant de monter à Christ Church, Oxford. Il est admis au barreau de Lincoln's Inn en 1799 et sert de 1817 à 1826 comme maître en chancellerie.
Élu député d'Exeter de 1812 à janvier 1826, il démissionne de son siège lors de sa nomination en tant que greffier adjoint de la Chambre des lords, avec un salaire annuel de 4 000 £ et est heureux d'aider son cousin, William Courtenay (9e comte de Devon), à établir son droit, en 1831, sur l'ancien comté familial devant le Comité parlementaire des privilèges. Il est resté en poste jusqu'en mai 1835 quand il succède à son cousin comme 10e comte de Devon, ainsi qu'en héritant du château de Powderham dans le Devon et des domaines en Irlande. Il est élu haut commissaire de l'Université d'Oxford en 1838 et est également gouverneur de Charterhouse.
En 1843, le Premier ministre britannique, Robert Peel, lui demande de présider une commission sur le régime foncier irlandais. Le rapport résultant de la Commission Devon est publié en 1845.

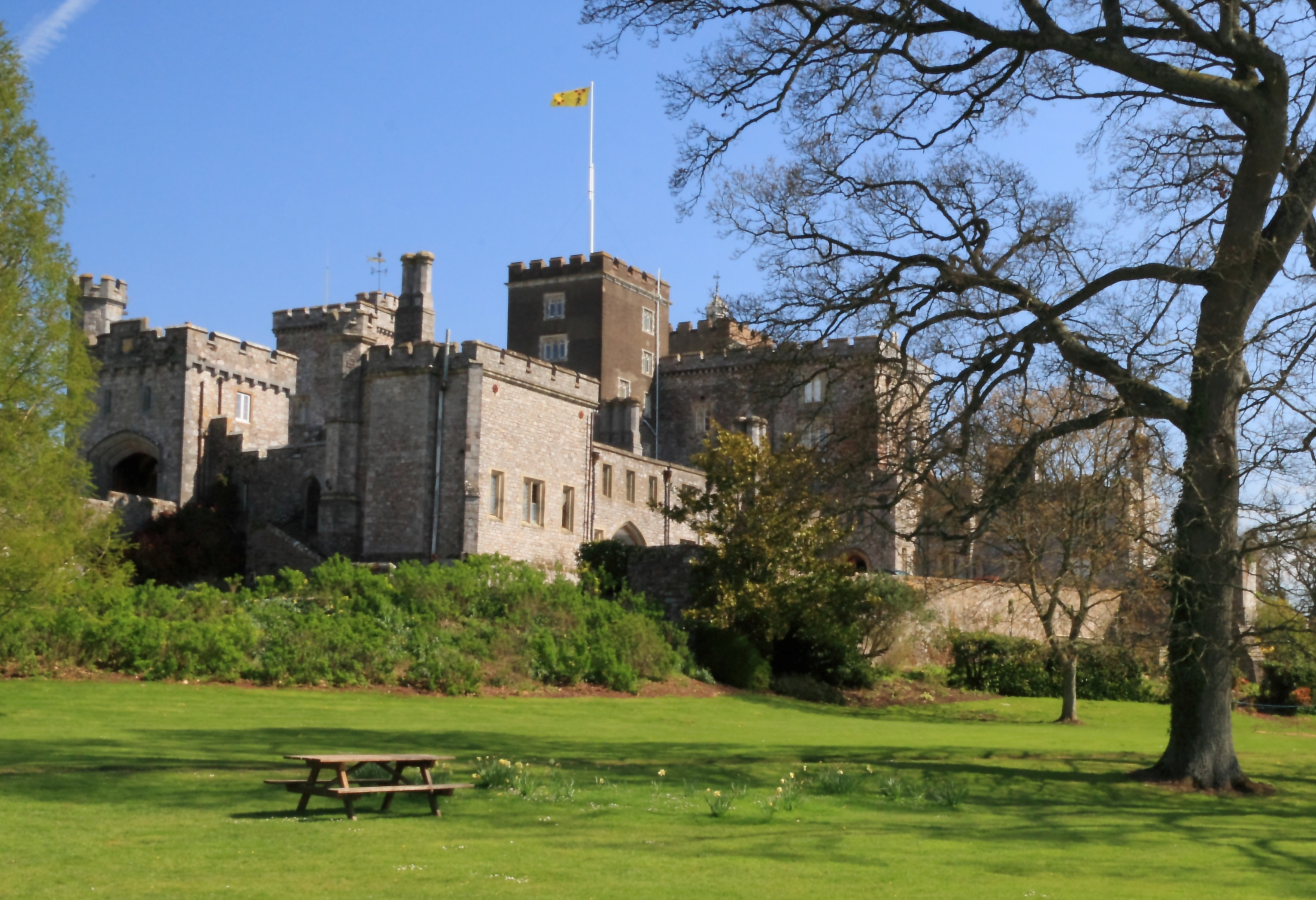
Château de Powderham, le siège ancestral

Remarqué comme joueur de cricket pour Marylebone Cricket Club dans les années 1790, capitaine entre autres de William Bache, un livre de score survivant d'un match de première classe en 1797 enregistre Courtenay comme n'ayant marqué qu'un simple avant de sortir.

## Famille
Il se marie deux fois, d'une part à Harriet Leslie Pepys, fille de Lucas Pepys et à sa première épouse Jane Elizabeth Leslie (12e comtesse de Rothes) (en), et d'autre part à Elizabeth Scott, fille de John Scott du comté de Wicklow. Lord Devon est remplacé dans les titres de famille par son fils aîné, qui est nommé membre du Cabinet et conseiller privé . Son deuxième fils, le révérend prébendier Henry Courtenay succède à son neveu comme 12e comte, tandis que son quatrième et plus jeune fils survivant, le révérend chanoine Leslie Courtenay, est aumônier domestique de la reine Victoria avant de devenir chanoine de Windsor.
Lord Devon est décédé à Shrivenham, alors dans le Berkshire, alors qu'il rendait visite à son beau-frère, Edward Berens, archidiacre de Berkshire, le 19 mars 1859.